# Epimecis nigriplena
Epimecis nigriplena là một loài bướm đêm trong họ Geometridae.